# Serie A1 2017-2018 (pallanuoto maschile)
La Serie A1 2017-2018 è stata la 99ª edizione della massima serie del campionato italiano maschile di pallanuoto. La stagione regolare è iniziata il 21 ottobre 2017 e si è conclusa il 19 maggio 2018; per il terzo anno consecutivo i play-off sono articolati con la formula della Final Six che si sono disputate presso la Piscina Paolo Caldarella di Siracusa, dal 25 al 27 maggio. Le squadre dal 10º al 13º posto disputano i playout salvezza con la formula della Final Four (nella stessa sede delle Final Six Scudetto).
Le squadre neopromosse sono la Nuoto Catania e la Rari Nantes Florentia.

## Squadre partecipanti
| Club              | Città                | Piscina                                         | Stagione 2016-2017                                                         |
| ----------------- | -------------------- | ----------------------------------------------- | -------------------------------------------------------------------------- |
| Acquachiara       | Napoli               | Piscina Felice Scandone                         | 8ª in Serie A1                                                             |
| AN Brescia        | Brescia              | Centro Natatorio Mompiano                       | 2ª in Serie A1                                                             |
| Bogliasco         | Bogliasco (GE)       | Stadio del Nuoto Gianni Vassallo                | 13ª in Serie A1, salvo dopo i Play-out                                     |
| Canottieri Napoli | Napoli               | Piscina Felice Scandone                         | 3° in Serie A1                                                             |
| Catania           | Catania              | Piscina Comunale "F. Scuderi"                   | 2º nel girone Sud Serie A2, promossa dopo i Play-off                       |
| Florentia         | Firenze              | Piscina Goffredo Nannini                        | 2º nel girone Nord di Serie A2, promossa dopo i Play-off                   |
| Lazio             | Roma                 | Stadio Olimpico del Nuoto                       | 12ª in Serie A1, salva dopo i Play-out                                     |
| Ortigia           | Siracusa             | Piscina Paolo Caldarella                        | 9ª in Serie A1; salva dopo i Play-out                                      |
| Posillipo         | Napoli               | Piscina Felice Scandone                         | 5ª in Serie A1                                                             |
| Pro Recco         | Recco (GE)           | Piscina Comunale (Sori)                         | 1ª in Serie A1; campione d'Italia in carica; vincitrice della Coppa Italia |
| Savona            | Savona               | Piscina Carlo Zanelli                           | 6ª in Serie A1                                                             |
| Sport Management  | Verona-Busto Arsizio | Piscine Manara (Busto Arsizio) (VA)             | 4ª in Serie A1                                                             |
| Torino '81        | Torino               | Piscina Stadio Monumentale                      | 11° Serie A1; salvo dopo i Play-out                                        |
| Trieste           | Trieste              | Polo Natatorio Città di Trieste "Bruno Bianchi" | 7ª in Serie A1                                                             |

## Allenatori
| Club              | Allenatore            |
| ----------------- | --------------------- |
| Acquachiara       | Paolo Iacovelli       |
| AN Brescia        | Alessandro Bovo       |
| Bogliasco         | Daniele Bettini       |
| Canottieri Napoli | Paolo Zizza           |
| Catania           | Giuseppe Dato         |
| Florentia         | Roberto Tofani        |
| Lazio             | Claudio Sebastianutti |
| Ortigia           | Stefano Piccardo      |
| Posillipo         | Roberto Brancaccio    |
| Pro Recco         | Vladimir Vujasinović  |
| Savona            | Alberto Angelini      |
| Sport Management  | Marco Baldineti       |
| Torino '81        | Simone Aversa         |
| Trieste           | Andrea Brazzatti      |

## Regular season

### Classifica
|  | Pos. | Squadra           | Pt | G  | V  | N | P  | GF  | GS  | DR   |
|  | ---- | ----------------- | -- | -- | -- | - | -- | --- | --- | ---- |
|  | 1.   | Pro Recco         | 78 | 26 | 26 | 0 | 0  | 371 | 109 | +264 |
|  | 2.   | AN Brescia        | 69 | 26 | 23 | 0 | 3  | 312 | 148 | +164 |
|  | 3.   | Sport Management  | 67 | 26 | 22 | 1 | 3  | 348 | 178 | +170 |
|  | 4.   | Ortigia           | 47 | 26 | 14 | 5 | 7  | 224 | 209 | +15  |
|  | 5.   | Savona            | 45 | 26 | 14 | 3 | 9  | 230 | 208 | +22  |
|  | 6.   | Canottieri Napoli | 44 | 26 | 14 | 2 | 10 | 227 | 231 | -4   |
|  | 7.   | Florentia         | 37 | 26 | 11 | 4 | 11 | 245 | 250 | -5   |
|  | 8.   | Posillipo         | 34 | 26 | 10 | 4 | 12 | 194 | 204 | -10  |
|  | 9.   | Catania           | 33 | 26 | 10 | 3 | 13 | 220 | 270 | -50  |
|  | 10.  | Lazio             | 27 | 26 | 8  | 3 | 15 | 235 | 274 | -39  |
|  | 11.  | Bogliasco         | 23 | 26 | 7  | 2 | 17 | 229 | 274 | -45  |
|  | 12.  | Trieste           | 18 | 26 | 5  | 3 | 18 | 182 | 266 | -84  |
|  | 13.  | Torino '81        | 8  | 26 | 2  | 2 | 22 | 190 | 309 | -119 |
|  | 14.  | Acquachiara       | 0  | 26 | 0  | 0 | 26 | 117 | 398 | -281 |

### Calendario e risultati
| 21-10-17 | 1ª giornata                   | 10-02-18 |
| 18-8     | Sport Management - Torino '81 | 16-5     |
| 8-5      | CC Napoli - Florentia         | 11-9     |
| 8-7      | Ortigia - Posillipo           | 11-9     |
| 7-14     | Catania - AN Brescia          | 4-20     |
| 3-7      | Acquachiara - Trieste         | 4-10     |
| 13-12    | Lazio - Bogliasco             | 6-7      |
| 19-2     | Pro Recco - Savona            | 12-5     |

| 11-11-17 | 4ª giornata              | 10-03-18 |
| 8-6      | Savona - Catania         | 9-10     |
| 10-14    | Trieste - CC Napoli      | 7-11     |
| 19-6     | Sport Management - Lazio | 17-13    |
| 12-5     | AN Brescia - Posillipo   | 7-4      |
| 4-15     | Florentia - Pro Recco    | 7-19     |
| 10-7     | Torino '81 - Acquachiara | 7-4      |
| 9-10     | Bogliasco - Ortigia      | 8-13     |

| 02-12-17 | 7ª giornata                | 28-03-18 |
| 6-15     | Trieste - Florentia        | 6-13     |
| 16-12    | AN Brescia - Bogliasco     | 10-8     |
| 10-5     | CC Napoli - Torino '81     | 11-7     |
| 9-12     | Ortigia - Sport Management | 7-15     |
| 8-19     | Catania - Pro Recco        | 5-19     |
| 3-5      | Posillipo - Savona         | 4-9      |
| 2-12     | Acquachiara - Lazio        | 5-22     |

| 22/23-12-17 | 10ª giornata                  | 25/28-04-18 |
| 8-3         | Savona - Bogliasco            | 7-12        |
| 4-3         | Sport Management - AN Brescia | 6-8         |
| 9-9         | Florentia - Catania           | 9-10        |
| 7-10        | Torino - Trieste              | 9-12        |
| 3-17        | Acquachiara - Ortigia         | 6-24        |
| 13-11       | Lazio - CC Napoli             | 9-12        |
| 9-5         | Pro Recco - Posillipo         | 11-0        |

| 20-01-18 | 13ª giornata              | 19-05-18 |
| 6-11     | Savona - Sport Management | 8-10     |
| 3-7      | Trieste - Lazio           | 12-12    |
| 17-0     | AN Brescia - Acquachiara  | 19-3     |
| 1-2      | CC Napoli - Ortigia       | 6-7      |
| 11-9     | Florentia - Torino '81    | 14-14    |
| 8-13     | Bogliasco - Pro Recco     | 2-16     |
| 7-4      | Posillipo - Catania       | 9-7      |

| 28-10-17 | 2ª giornata                  | 07/24-02-18 |
| 15-8     | Savona - Lazio               | 10-9        |
| 9-9      | Trieste - Catania            | 8-9         |
| 12-5     | AN Brescia - Ortigia         | 17-12       |
| 8-13     | Florentia - Sport Management | 7-12        |
| 3-12     | Torino '81 - Pro Recco       | 2-16        |
| 17-6     | Bogliasco - Acquachiara      | 13-8        |
| 6-6      | Posillipo - CC Napoli        | 8-10        |

| 22-11-17 | 5ª giornata                    | 17-03-18 |
| 10-4     | AN Brescia - Florentia         | 13-3     |
| 11-6     | CC Napoli - Bogliasco          | 9-9      |
| 5-5      | Ortigia - Savona               | 9-9      |
| 13-10    | Catania - Torino '81           | 11-7     |
| 9-9      | Posillipo - Trieste            | 11-6     |
| 4-18     | Acquachiara - Sport Management | 5-23     |
| 1-12     | Lazio - Pro Recco              | 4-18     |

| 05/06/09-12-17 | 8ª giornata                  | 13/14-04-18 |
| 4-7            | Savona - AN Brescia          | 2-10        |
| 14-6           | Sport Management - CC Napoli | 13-7        |
| 19-5           | Florentia - Acquachiara      | 14-9        |
| 7-8            | Torino '81 - Posillipo       | 6-7         |
| 15-10          | Bogliasco - Trieste          | 7-8         |
| 12-8           | Lazio - Catania              | 9-12        |
| 16-2           | Pro Recco - Ortigia          | 11-4        |

| 06-01-18 | 11ª giornata               | 05-05-18 |
| 13-7     | Savona - Florentia         | 10-10    |
| 3-9      | Trieste - Sport Management | 4-19     |
| 3-7      | AN Brescia - Pro Recco     | 8-9      |
| 9-7      | CC Napoli - Acquachiara    | 14-5     |
| 5-5      | Ortigia - Catania          | 9-7      |
| 12-11    | Bogliasco - Torino '81     | 13-8     |
| 7-7      | Posillipo - Lazio          | 12-8     |

| 04-11-17 | 3ª giornata                  | 07-03-18 |
| 8-11     | CC Napoli - AN Brescia       | 4-12     |
| 8-6      | Ortigia - Trieste            | 8-5      |
| 14-10    | Catania - Bogliasco          | 8-7      |
| 4-8      | Posillipo - Florentia        | 8-10     |
| 8-15     | Acquachiara - Savona         | 4-21     |
| 11-7     | Lazio - Torino '81           | 11-9     |
| 13-9     | Pro Recco - Sport Management | 8-7      |

| 25-11-17 | 6ª giornata                | 24-03-18 |
| 6-8      | Savona - CC Napoli         | 12-9     |
| 3-8      | Trieste - AN Brescia       | 6-11     |
| 19-3     | Sport Management - Catania | 13-10    |
| 11-7     | Florentia - Lazio          | 12-10    |
| 8-8      | Torino '81 - Ortigia       | 8-13     |
| 6-8      | Bogliasco - Posillipo      | 7-10     |
| 16-3     | Pro Recco - Acquachiara    | 22-0     |

| 16-12-17 | 9ª giornata                  | 21-04-18 |
| 7-11     | Trieste - Savona             | 8-10     |
| 20-7     | AN Brescia - Torino '81      | 19-7     |
| 4-12     | CC Napoli - Pro Recco        | 6-20     |
| 8-5      | Ortigia - Lazio              | 6-6      |
| 11-5     | Catania - Acquachiara        | 14-3     |
| 8-8      | Bogliasco - Florentia        | 7-15     |
| 4-11     | Posillipo - Sport Management | 12-12    |

| 10/13-01-18 | 12ª giornata                 | 12-05-18 |
| 17-4        | Sport Management - Bogliasco | 11-7     |
| 7-5         | Ortigia - Florentia          | 7-8      |
| 5-8         | Torino '81 - Savona          | 4-14     |
| 8-12        | Catania - CC Napoli          | 8-9      |
| 5-13        | Acquachiara - Posillipo      | 3-14     |
| 5-10        | Lazio - AN Brescia           | 9-15     |
| 9-2         | Pro Recco - Trieste          | 18-5     |

-

## Play-off

### Quarti di finale
| Arbitri: | Castagnola Brasiliano |

|                                                                                  |           |                                    |
| Figlioli, Mirarchi: 3 Luongo: 2 Di Somma, Fondelli, Petković, Drašović, Gallo: 1 | Marcatori | 2: Borrelli 1: Campopiano, Velotto |

| Arbitri: | Petronilli Severo |

|                                                                   |           |                                           |
| Di Luciano, Lindhout, Vapenski: 2 Jelača, Giacoppo, Napolitano: 1 | Marcatori | 1: Damonte, Steardo, Milaković, Guimarães |

### Semifinali
| Arbitri: | Paoloni Fraunefelder |

|                                                                                   |           |                              |
| Filipović: 4 Bodegas, Ivović: 3 Di Fulvio: 2 Echenique, Figari, Aicardi, Gitto: 1 | Marcatori | 1: Abela, Vapenski, Casasola |

| Arbitri: | Gomez Colombo |

|                                                       |                      |                                                           |
| Muslim, Nora: 2 Pasković, Rizzo, Bertoli, Vukčević: 1 | Marcatori            | 2: Luongo, Baraldi 1: Figlioli, Fondelli, Gallo, Mirarchi |
| Janović Presciutti Rizzo Frassinetti Pasković         | Tiri di rigore 4 – 3 | Mirarchi Drašović Luongo Petković                         |

### Finale 5º posto
| Arbitri: | Severo Cantoni |

|                                        |           |                                             |
| Giorgetti: 2 Di Martire, Campopiano: 1 | Marcatori | 3: Milaković 2: Damonte, Steardo, Guimarães |

### Finale 3º posto
| Arbitri: | L. Bianco Brasiliano |

|                                                        |                      |                                                            |
| Jelača:3 Vapenski, Casasola: 2 Di Luciano, Giacoppo: 1 | Marcatori            | 4: Petković 1: Di Somma, Drašović, Gallo, Mirarchi, Luongo |
| Vapenski Jelača Giacoppo Lindhout Napolitano Vapenski  | Tiri di rigore 4 – 5 | Gallo Blary Baraldi Drašović Petković Gallo                |

### Finalissima
| Arbitri: | Severo Paoletti |

|                                                               |           |                            |
| Di Fulvio, Bodegas: 2 Alesiani, Molina, Filipović, Aicardi: 1 | Marcatori | 3: Rizzo 1: Guerrato, Nora |

## Play-out

### Semifinali
| Arbitri: | L. Bianco D. Bianco |

|                                                                     |           |                                             |
| Leporale: 4 Tulli, Spione, Di Rocco, Vitale: 2 Giorgi, Maddaluno: 1 | Marcatori | 2: Gandini 1: Presciutti, Gaffuri, Giuliano |

| Arbitri: | Navarra Petronilli |

|                                                          |           |                                          |
| Gambacorta: 3 Lanzoni: 2 Brambila, Cimarosti, Sadovyy: 1 | Marcatori | 4: Gogov 2: Vico 1: Petronio, Mezzarobba |

### Finale
| Arbitri: | Navarra Petronilli |

|                                   |           |                                                                             |
| Gandini, Gaffuri: 2 Vuksanović: 1 | Marcatori | 2: Di Somma, Lanzoni, Cimarosti 1: Ferrero, Brambilla, Guidaldi, Gambacorta |

## Verdetti
- Pro Recco Campione d'Italia.
- Acquachiara e  Torino '81 retrocesse in Serie A2.